# 半秃连蕊茶
半秃连蕊茶（学名：Camellia subglabra）为山茶科山茶属的植物。分布于中国大陆的广东等地，生长于海拔560米的地区，多生在疏林下，目前尚未由人工引种栽培。